# Artaxerxès III
Pour les articles homonymes, voir Artaxerxès.
Cette page contient des caractères spéciaux ou non latins. S’ils s’affichent mal (▯, ?, etc.), consultez la page d’aide Unicode.
Artaxerxès III Ochos (-425 – -338) (en vieux perse 𐎠𐎼𐎫𐎧𐏁𐏂𐎠 translittéré Artaxšaçā) est le onzième empereur de l’Empire achéménide et le premier pharaon de la XXXIe dynastie. Il est le fils et successeur d’Artaxerxès II et a été remplacé par son fils, Arsès (aussi connu sous le nom d'Artaxerxès IV). Son règne coïncide avec ceux de Philippe II de Macédoine et du pharaon Nectanébo II en Égypte.
Avant de monter sur le trône, Artaxerxès est satrape et commandant de l'armée de son père. Il arrive au pouvoir après la mort de ses frères aînés et de son père Artaxerxès II à l'âge de quatre-vingt-six ans. Peu de temps après son avènement, Artaxerxès assassine toute sa famille pour garantir son pouvoir. Il lance deux grandes campagnes contre l'Égypte. La première échoue et est suivie par des rébellions dans tout l’ouest de l'empire. En -343, Artaxerxès défait Nectanébo II et mate une révolte en Phénicie.
Pendant les dernières années de son règne, Philippe II de Macédoine, de plus en plus puissant en Grèce, tente de pousser à la révolte les cités grecques sous domination perse. Artaxerxès l’en empêche et protège la ville de Périnthe contre un siège macédonien. Il entreprend des travaux à Persépolis, où il érige un nouveau palais et construit son propre tombeau. Selon Diodore de Sicile, Artaxerxès est empoisonné par Bagoas, mais une tablette cunéiforme conservée au British Museum suggère que le roi est mort de causes naturelles.

## Généalogie
Artaxerxès III est le fils d’Artaxerxès II et Statira. Artaxerxès II eut plus de cent-quinze fils par de nombreuses femmes, la plupart illégitimes. Les frères et sœurs les plus notables d'Artaxerxès III sont Rodogune, Apama, Sisygambis, Ocha, Darius et Ariaspes. La plupart d'entre eux sont assassinés peu après son avènement. Artaxerxès épouse sa nièce Atossa II, la fille d’Oxathres, frère du futur roi Darius III. Il a pour enfants Arsès, futur roi de Perse, Bisthanes, et Parysatis.

## Nom
Ochus est le nom d'Artaxerxès avant de monter sur le trône, et Artaxerxès III (en vieux perse 𐎠𐎼𐎫𐎧𐏁𐏂𐎠, Artaxšaçrā, « celui dont l'empire est bien équipé » ou « opposable » ou Ata : « honoré » + Xerxès : « un roi » (le roi honoré) et selon Hérodote « le grand guerrier »,) est celui adopté par Ochus quand il succède à son père en -358. Il est généralement dénommé Ochus, mais en Iran il est connu comme Ardeshir III (en persan اردشیر سوم). Sur les inscriptions babyloniennes, il est appelé « Umasu, qui est appelé Artakshatsu ». La même forme du nom (probablement prononcée Uvasu) est présentée dans la version syrienne de la liste des rois de Elie de Nisibe.

## Règne

### Jeunesse et accession au trône
Avant de monter sur le trône Artaxerxès avait été satrape et commandant de l'armée de son père. En -359, juste avant de monter sur le trône, il attaque l'Égypte en réaction à des tentatives de raids sur les régions côtières de Phénicie en -358. Son père, Artaxerxès II, décède à l'âge de quatre-vingt-six ans, apparemment en raison du comportement de ses enfants, et, comme ses autres fils, Darius, Ariaspes et Arsamès avaient déjà été assassinés, Artaxerxès III lui succède. Il commence par faire exécuter plus de quatre-vingt de ses plus proches parents pour assurer son pouvoir.
En -355, Artaxerxès force Athènes à conclure une paix qui obligeait la ville à quitter l’Asie Mineure et à reconnaître l'indépendance de ses alliés rebelles. Artaxerxès mène une campagne contre les rebelles cadusiens mais réussit à réunir les deux rois. Darius Codoman, qui occupa par la suite le trône de Darius III s’est particulièrement illustré durant cette campagne. Il ordonne ensuite la dissolution de toutes les armées des satrapes d'Asie mineure car il estimait qu'elles ne pouvaient plus conserver la paix à l'ouest et qu’elles donnaient les moyens de se révolter. Cet ordre est toutefois ignoré par Artabaze, satrape de Lydie, qui demande l'aide d'Athènes dans sa rébellion contre le roi. Athènes envoie de l'aide à Sardes. Oronte, satrape d’Arménie, rejoint également Artabaze et leurs forces battent celle d’Artaxerxès en -354. Cependant, en -353, les satrapes sont défaits et dispersés. Oronte est gracié par le roi tandis qu’Artabaze se réfugie à la cour de Philippe II.

### Première campagne égyptienne
Vers -351, Artaxerxès lance une campagne visant à reprendre l'Égypte, qui s'était révoltée sous son père, Artaxerxès II. En même temps, une rébellion éclate en Asie Mineure, qui, étant appuyée par Thèbes, menace de devenir sérieuse. Levant une grande armée, Artaxerxès entre en Égypte. Après une année de lutte contre le pharaon égyptien Nectanébo II, ce dernier, aidé des généraux grecs Diophante et Lamius inflige une cuisante défaite aux Perses. Artaxerxès est contraint de se retirer et d’annuler son entreprise.

### Rébellion de Chypre et de Sidon
Peu après cette défaite, les dirigeants de Phénicie, d’Asie Mineure et Chypre déclarent leur indépendance. En -343, Artaxerxès confie la répression de la rébellion de Chypre à Idrieus, prince de Carie, qui y engage 8 000 mercenaires grecs et quarante trirèmes commandés par Phocion et Évagoras fils d’Évagoras, roi de Chypre,. Idrieus réussit à reprendre Chypre. Artaxerxès lance  une contre-offensive contre Sidon nommant Belesys, satrape de la Syrie, et Mezseus, satrape de Cilicie, pour envahir la ville et tenir les Phéniciens en échec. Tous deux subissent des défaites écrasantes par Ténès, roi de Sidon, aidé par 40 000 mercenaires grecs envoyés par Nectanébo II et commandés par Mentor de Rhodes. Les Perses sont chassés de Phénicie.
Après cela, Artaxerxès lève une armée de 330 000 hommes, dont 300 000 soldats à pied, 30 000 cavaliers, 300 trirèmes et 500 navires de transport. Il demande de l’aide aux cités grecques ; Athènes et Sparte refusent mais il obtient mille hoplites thébains sous le commandement de Lacrates, trois mille Argiens sous celui de Nicostrate, et six mille Éoliens, Ioniens, Doriens des cités grecques d'Asie Mineure. Cette aide est faible à cause de son petit nombre, pas plus de dix mille hommes et moins du trentième de ses troupes, mais elle forme, avec les mercenaires grecs de l'Égypte qui sont allés avec lui par la suite, les forces dans laquelle il place toute sa confiance et auxquelles le succès final de son expédition est principalement dû.
L'approche d'Artaxerxès fait peur à Ténès, qui tente d'acheter son propre pardon en livrant une centaine des principaux citoyens de Saïda entre les mains du roi de Perse, puis l'admettre dans les défenses de la ville. Artaxerxès condamne une centaine de citoyens à être transpercés de javelots, et quand cinq-cents autres citoyens supplient sa miséricorde, il les condamne au même sort. Sidon est ensuite brûlée, soit par Artaxerxès soit par les citoyens de Sidon. Quarante mille personnes meurent dans l'incendie. Artaxerxès vend ensuite les ruines à des spéculateurs à un prix très élevé lesquels ont espéré se rembourser grâce aux trésors qu’ils pourraient découvrir dans les ruines. Ténès est ensuite mis à mort par Artaxerxès. Plus tard, il fait déplacer les Juifs qui avaient soutenu la révolte de l’Hyrcanie sur la côte sud de la mer Caspienne,.

### Deuxième campagne égyptienne

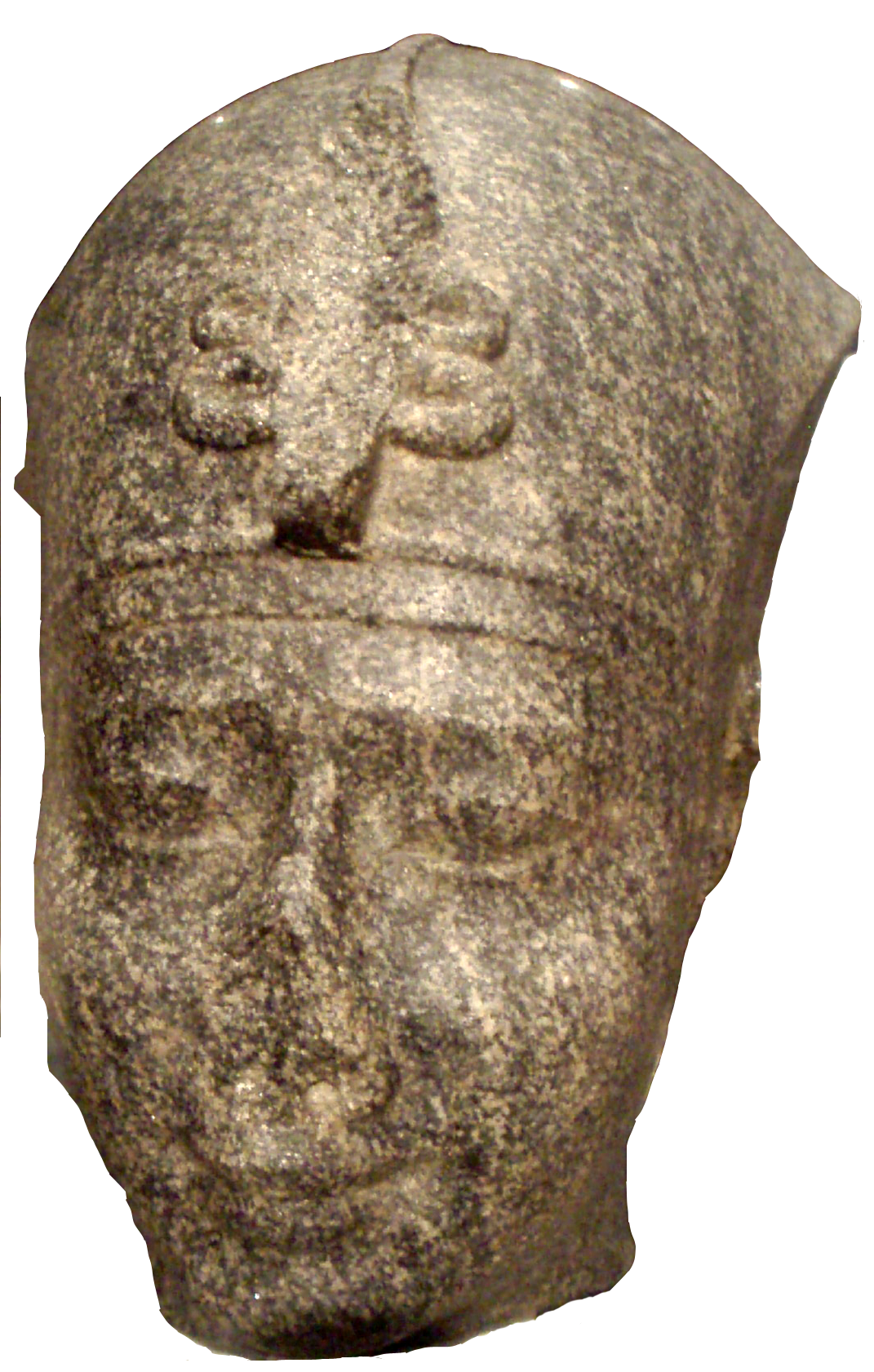
Tête en granodiorite du pharaon Nectanébo II.

La prise de Sidon précède de peu l'invasion de l'Égypte. En -343, Artaxerxès, outre ses 330 000 Asiatiques, avait maintenant 14 000 Grecs fournis par les cités grecques d'Asie Mineure, 4 000 de Mentor de Rhodes, 3 000 envoyés par Argos, et 1 000 de Thèbes. Il divise son armée en trois corps, commandés chacun conjointement par un Perse et un Grec. Les commandants grecs sont Lacrates de Thèbes, Mentor de Rhodes et Nicostrate d'Argos tandis que les Perses sont Rhossaces, Aristazanes et Bagoas, chef des eunuques. Nectanébo II résiste avec une armée de 100 000 hommes dont 20 000 mercenaires grecs. Nectanébo II possède en outre une marine nombreuse disposée dans le delta du Nil. Le caractère du pays, entrecoupé de nombreux canaux et parsemé de villes fortifiées, est en sa faveur, et il aurait pu s'attendre à pouvoir résister longtemps.
Après sa défaite, Nectanébo s'enfuit précipitamment à Memphis, laissant les villes fortifiées à la défense de leurs garnisons composées de Grecs et d’Égyptiens entre lesquels les généraux perses sèment la suspicion et la jalousie. Par ces moyens, les Perses prennent rapidement les villes secondaires de la Basse-Égypte, et s'avancent vers Memphis, quand Nectanébo quitte le pays et fuit en Éthiopie. L'armée perse met complètement en déroute les Égyptiens et occupe le bas delta du Nil. L’ensemble de l'Égypte se soumet à Artaxerxès et les Juifs du territoire sont envoyés sur la côte sud de la mer Caspienne et à Babylone.
Après cette victoire, Artaxerxès détruit les murs des villes, fait régner la terreur et entreprend de piller tous les temples. Mis à part ce pillage immédiat, Artaxerxès augmente les impôts déjà élevés et tente d'affaiblir l’Égypte afin qu'elle ne puisse plus jamais se révolter contre la Perse. Dix ans après, la religion égyptienne est persécutée et les livres sacrés volés.  Pour ces raisons, les égyptiens finirent par surnommer Artaxerxès d'âne. Avant son retour en Perse, il nomme enfin Pherendares satrape d'Égypte.

### Les dernières années

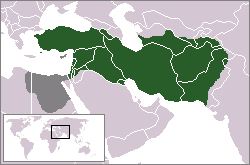
L’Empire perse au début du règne d'Artaxerxès III (en vert) et les conquêtes de celui-ci (en gris foncé).

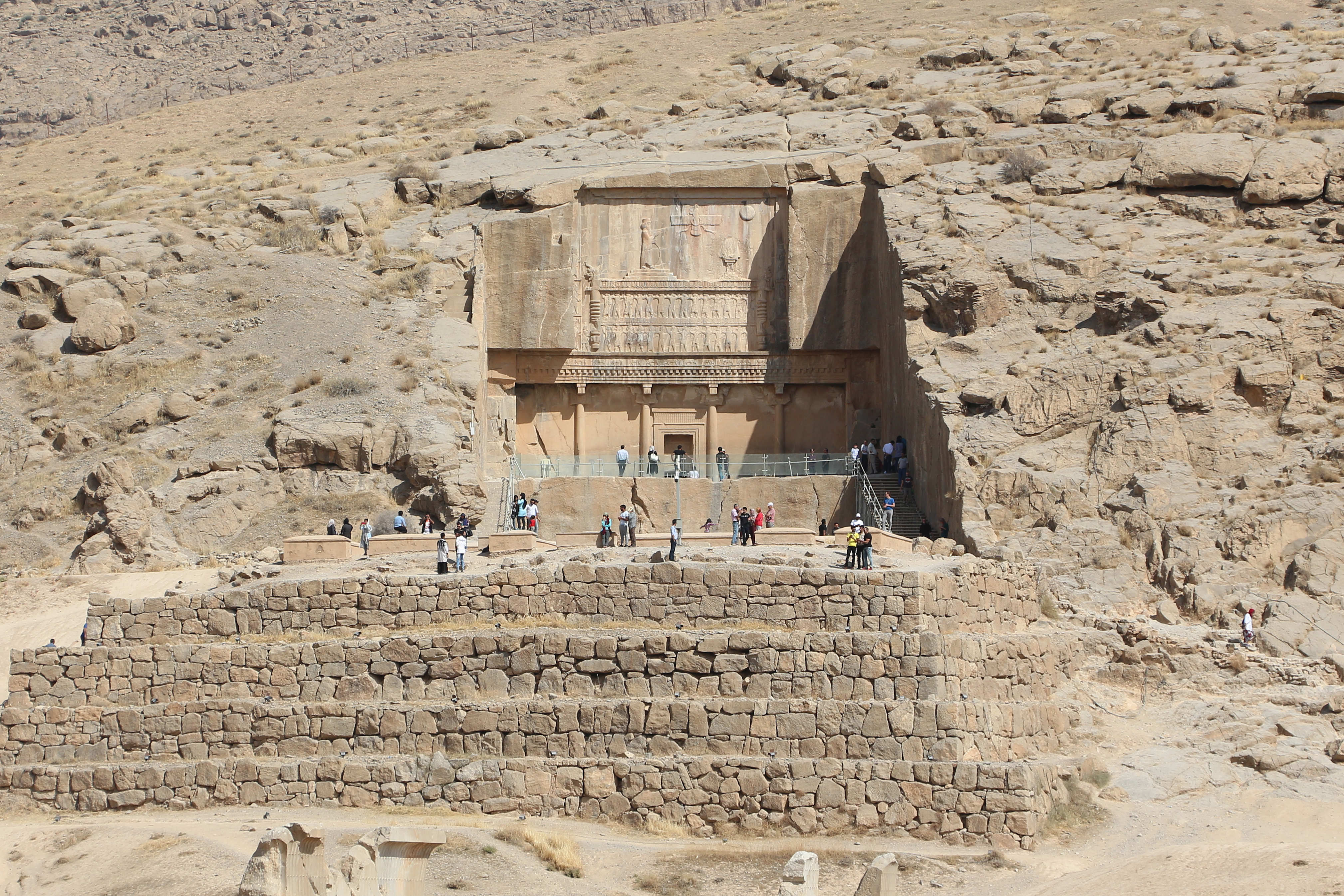
Tombe d'Artaxerxès III à Persépolis.

Après son succès en Égypte, Artaxerxès retourne en Perse et passe les quelques années suivantes à réprimer efficacement des insurrections dans diverses parties de l'Empire. L’Égypte est intégrée à l’Empire perse jusqu'à la conquête d’Alexandre le Grand.
Après la conquête de l'Égypte, il n'y a plus de révoltes ou rébellions contre Artaxerxès. Mentor et Bagoas, les deux généraux qui s'étaient le plus distingués dans la campagne d'Égypte, accèdent à des postes de la plus haute importance. Mentor, qui était gouverneur de l'ensemble du littoral asiatique, s'emploie avec succès à soumettre les nombreux chefs qui, durant les troubles récents ont exercé une autorité indépendante, et au bout de quelques années, obtient une soumission totale sur l’ensemble de cette côte. Bagoas, venu dans la capitale avec Artaxerxès, devient le personnage principal dans l'administration interne, et maintient la tranquillité dans le reste de l'Empire. Durant les six dernières années du règne d'Artaxerxès, l'empire perse est gouverné par un gouvernement vigoureux et prospère.
Les Perses recouvrent en Ionie et Lycie leur contrôle sur la mer Égée, la mer Méditerranée et une grande partie des îles athéniennes. Isocrate d'Athènes appela à une « croisade contre les barbares », mais les cités-États grecques ne purent répondre à son appel. En -341, Artaxerxès retourne à Babylone, où il procède à la construction d'un grand Apadana dont la description est présente dans la Bibliothèque historique de Diodore de Sicile.
Bien qu’il n'y avait pas de rébellions à l’intérieur de l'Empire perse, la montée en puissance et le territoire de Philippe II de Macédoine, contre laquelle Démosthène tenta en vain d'alerter les Athéniens, attire l'attention d'Artaxerxès qui ordonne que tous les moyens soit utilisée pour limiter cette expansion. Ainsi il fait exécuter Hermias, tyran d'Atarnée et ami d'Aristote, qui a pris le parti de Philippe. En -340, il envoie des troupes aider le prince thrace Kersobleptès afin qu’il conserve son indépendance et la ville de Périnthe, contraignant les Macédoniens à lever le siège contre la ville. La dernière année du règne d’Artaxerxès, Philippe II projette une invasion de l'Empire perse, mais les Grecs ne s'unissent pas à lui.
Artaxerxès est empoisonné en -338 par Bagoas avec l'assistance d'un médecin.

## Culture

Représentation de Zoroastre.

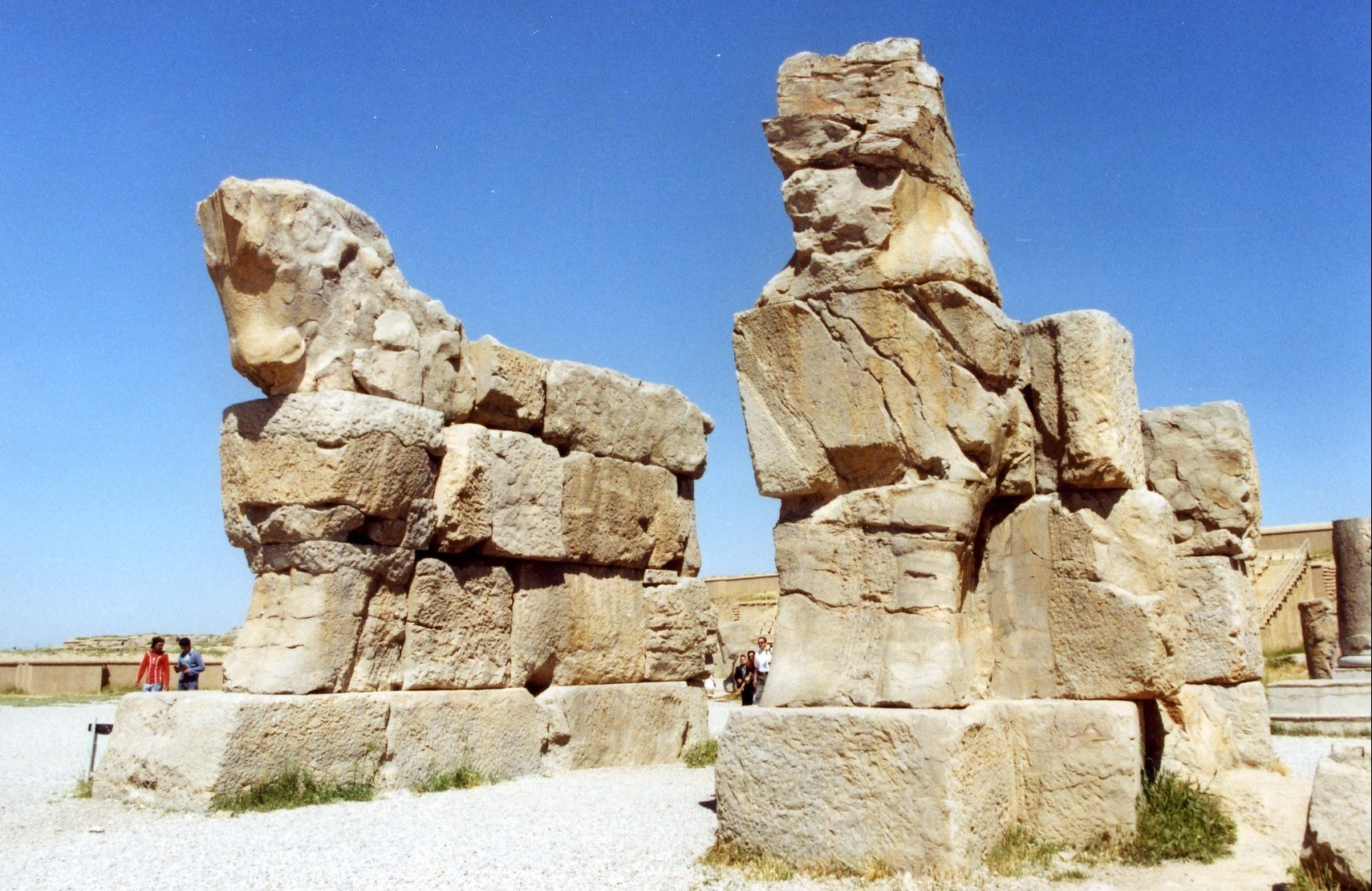
La porte inachevée de Persépolis.

Historiquement, les rois de l'Empire achéménide furent adeptes du culte zoroastrien ou fortement influencés par l'idéologie zoroastrienne. Le règne d’Artaxerxès II a vu un renouveau du culte de Mithra et d’Anahita comme le montrent les inscriptions de ses bâtiments où il les invoque avec Ahura Mazda, et même les statues élevées en leur honneur. Mithra et Anahita avaient été jusque-là négligés par les vrais zoroastriens, parce qu'ils avaient défié le commandement de Zoroastre, à savoir que Dieu ne devait être représenté que par les flammes d'un feu sacré,. Artaxerxès III est considéré comme ayant rejeté Anahita et adoré seulement Ahura Mazda et Mithra. Une ambiguïté dans l'écriture cunéiforme d'une inscription d'Artaxerxès à Persépolis laisse à penser qu'il considérait que le père et le fils n’étaient qu’une seule personne, ce qui suggère que les attributs d'Ahura Mazda ont été transférés à Mithra. Étrangement, Artaxerxès fit ériger des statues de la déesse Anahita à Babylone, Damas, Sardes, Suse, Ecbatane, et Persépolis.
Alors qu’Artaxerxès était en Égypte, il fit frapper un grand nombre de pièces d’argent imitées de pièces de monnaie athéniennes. Les pièces d'Artaxerxès sont reconnaissables car son nom figure au verso avec une inscription égyptienne : « Artaxerxès Pharaon. Vie, prospérité, richesse ».
Le livre de Judith est souvent considéré comme ayant été initialement basé sur la campagne d'Artaxerxès en Phénicie, car Holopherne est le nom du frère du satrape de Cappadoce Ariarathe, vassal d'Artaxerxès. Bagoas, le général qui constata la mort d’Holopherne était l'un des généraux d'Artaxerxès pendant ses campagnes en Phénicie et en Égypte,.
Il existe des preuves d'une politique de constructions à Persépolis sous son règne mais elles furent dans l’ensemble inachevées à cause de sa mort prématurée. Les deux constructions à Persépolis furent la salle des trente-deux colonnes dont l’usage est inconnue, et le palais d'Artaxerxès III. L’allée des processions et la porte inachevée, qui relient la porte de toutes nations à la salle des cent colonnes, donnent aux archéologues un aperçu de ses constructions à Persépolis. Sa tombe fut taillée dans la montagne derrière la plate-forme de Persépolis, à côté de celle de son père.
Le palais de Nabuchodonosor II à Babylone a été agrandi pendant le règne d'Artaxerxès III.